# Dexia
Dexia es una institución financiera franco-belga, también conocida como Grupo Dexia, que proporciona banca minorista y servicios de banca comercial a pequeñas y medianas empresas, gestión de activos, mercados financieros y seguros.
Dexia es una de las mayores instituciones del mundo en la financiación del sector público. En Bélgica Dexia es también conocida por su banca minorista y en Luxemburgo como gestor de activos mediante su filial Dexia Banque Internationale à Luxembourg. En la lista de 2009 de Fortune Global 500 (que clasifica las compañías por ingresos) Dexia fue situada 16.ª, el segundo mayor banco en la lista y la mayor compañía de Bélgica.
La compañía fue fundada en 1996 mediante la fusión de Crédit Communal de Bélgica/Gemeentekrediet van België (fundada en 1860) y Crédit Local de France (fundada en 1987). El Grupo Dexia fue fundado como una compañía dual, pero en 1999 la entidad belga cogió el control de la entidad francesa formando una sola compañía. Dexia es miembro de los índices bursátiles BEL20, CAC Next 20, y LuxX. La compañía tiene su sede en Bruselas, Bélgica.
El código de identificación bancaria de Dexia es GKCC BE BB, que refleja el nombre de la antigua "Gemeentekrediet-Crédit Communal".
Desde el 20 de octubre de 2011 Dexia Bank Belgium es una entidad independiente, sin ninguna relación con el Grupo Dexia, perteneciente al estado belga, y continuará existiendo bajo su nuevo nombre Belfius.

## Historia

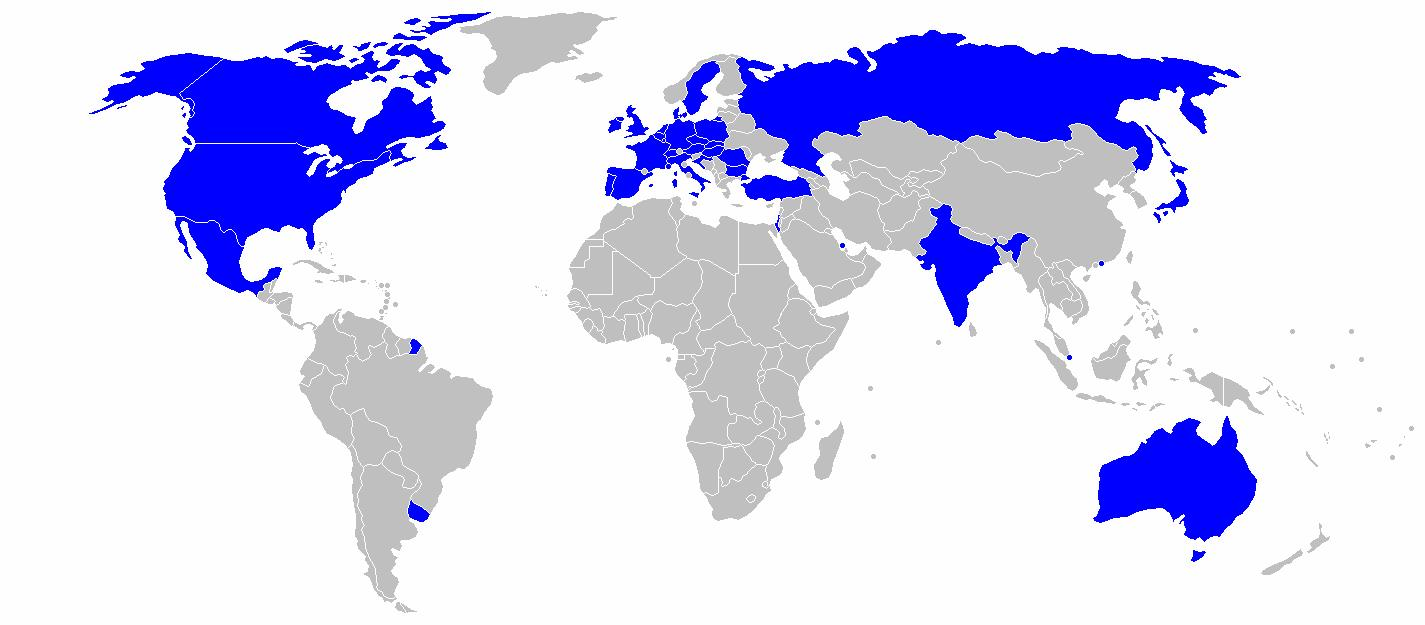
Actividades de Dexia en todo el mundo.

### Bélgica: Gemeentekrediet van België / Crédit Communal de Belgique
- 1860 - Fundación de Gemeentekrediet van België / Crédit Communal de Belgique, especialmente enfocado a la financiación de inversiones de la Administración local.

- 1947 - Desarrollo de una red comercial de banca minorista dirigida al público en general.

- 1990 - Se inicia la expansión internacional del banco con la creación en Luxemburgo del Cregem International Bank y la adquisición del Banque Internationale à Luxembourg (BIL), el mayor banco de Luxemburgo (en 1992 su participación era del 51%).

### Francia: Crédit Local de France
- 1987 - Fundación del Crédit Local de France sucesor de la CAECL (Caisse d'aide à l'équipement des collectivités locales). Era una institución pública administrada por la Caisse des dépôts dirigida a las cubrir las necesidades financieras de las administraciones locales.

- 1990 - Se inicia una expansión internacional del Crédit Local de France con la apertura de una filial en EE. UU., la CLF New York Agency. Un similar desarrollo se produce en Europa, el CLF opera en Gran Bretaña, España, Alemania e Italia en un principio, después se extienden a Austria, Escandinavia, y Portugal. También se produce una salida a bolsa parcial de la entidad siendo el Estado francés propietario del 25.5% y la Caisse des dépôts del 25%.

### Grupo Dexia[3]
- 1996:  Fusión de Gemeentekrediet / Credit Communal of Belgium y el Crédit Local de France para formar Dexia.

- 1999: Dexia es clasificada como una compañía dual en las bolsas de Bruselas y París. En Bélgica los títulos cotizan en el índice BEL20, y en Francia en el CAC 40.

- 2000: Adquisición de la entidad estadounidense Financial Security Assurance (FSA), un importante actor en la financiación de créditos a municipios y otras entidades locales, convirtiendo Dexia en el líder mundial en mercado financiero de servicios al sector público.

- 2001-2006: Adquisiciones internacionales que incluyen Artesia Banking Corporation; Crediop (Italia); Otzar Hashilton Hamekomi (Israel); Denizbank en Turquía; y la creación de una joint venture con Royal Bank of Canada al 50/50 (RBC Dexia Investor Services).

### Crisis

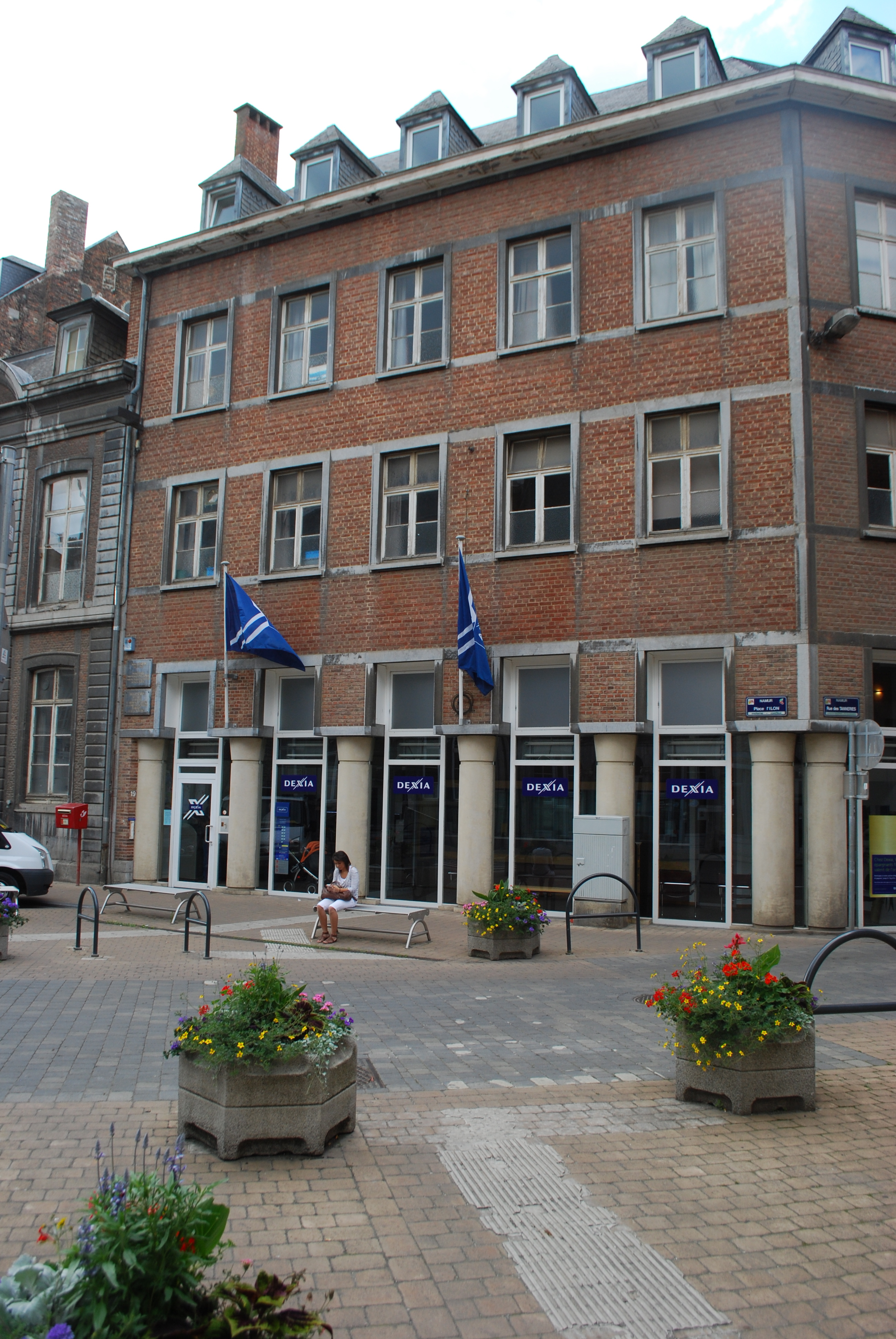
Una sucursal del banco en Bélgica.

#### 2008/2009
El 29 de septiembre Dexia se vio bajo presión por efecto de la crisis financiera. Otros bancos y entidades financieras rehusaron proporcionar más crédito a Dexia debido a sus potenciales pérdidas en su filial estadounidense FSA y por sus préstamos al banco alemán Depfa. Las acciones de Dexia que habían cotizado a €20 cayeron gradualmente a €10, y finalmente a €6.62 en un solo día. La agencia de calificación Moody's bajó su rating de su deuda y depósitos a largo plazo de Aa1 a Aa3, y redujo la valoración de la fortaleza de los bancos individuales a C- con perspectiva negativa.
Dexia se vio obligada a pedir un rescate del gobierno. El apoyo del gobierno se produjo a los pocos días, de dos formas:
- Una inyección de capital de €6.400 millones,[7] dividido en €3.000 millones del estado y los gobiernos regionales belgas, €3.000 millones del estado francés y de la Caisse des Dépôts et Consignations y €376 millones del gobierno de Luxemburgo.

- Garantías del estado (efectivas el 31 de octubre de 2008)[8] cubriendo los pasivos de Dexia, por una suma total de €150.000 millones. Bélgica proporcionó el 60.5% de la garantía, el estado francés contribuyó con el 36.5% y Luxemburgo con el 3%.

Los tres estados pueden hacer potencialmente beneficio de su intervención.
- El nuevo capital compra acciones de Dexia a €9.90
- Por las garantías del estado Dexia debe pagar una mensualidad. La suma total de las garantías varían con las fluctuaciones de mercado de Dexia.

El 30 de septiembre de 2008 el director de la compañía Pierre Richard y el consejero ejecutivo (CEO) Axel Miller deben renunciar de sus cargos, y son reemplazados el 7 de octubre de 2008 por el anterior primer ministro belga Jean-Luc Dehaene y por Pierre Mariani respectivamente.
Al final de 2008 Dexia vendió la parte rentable de FSA y cesó sus actividades en París. Otras pérdidas son todavía posibles en el resto de cartera de la FSA. La agencia de calificación Moody's bajo el 19 de enero de 2009 la calificación de las obligaciones a largo plazo de Dexia y de las cuentas de ahorro de las tres partes bancarias de Dexia (Dexia Crédito Local, Dexia Bank Belgium y Dexia Banque Internationale en Luxemburgo) de Aa3 a A1. La agencia calificadora también bajó la Calificación de la Fortaleza Financiera de los tres bancos de C a D+.
El 5 de marzo de 2009 la acción cayó a un nuevo mínimo de  €1.21, una pérdida de casi el 90% en un año. Se anunció una nueva reestructuración, con la firma concentrada en sus primeras actividades. Se anunció un total de 1,500 despidos, de ellos más de la mitad en Bélgica. La acción de Dexia  se recuperó a lo largo de 2009 variando entre €4 y €7.50.

#### Pérdidas
En febrero de 2009 el banco anunció pérdidas de 3.300 millones de euros durante todo 2008. El informe anual de Dexia de 2008 reporta otras pérdidas derivadas de la venta de FSA (€1.600 millones), y entre €600 y €800 millones derivadas de las sucesivas quiebras de Lehman Brothers, los bancos islandeses, y Washington Mutual).
Según los datos proporcionados por la agencia Bloomberg Dexia perdió €78 millones con la estafa piramidal según el esquema de Ponzi de Bernard Madoff.

#### 2010
El 6 de febrero de 2010 Dexia pudo anunciar que la Comisión Europea bajo ciertas condiciones había aprobado la reestructuración necesaria que justificaba la intervención gubernamental y para prevenir la libre competencia:
- Algunas adquisiciones debían desprenderse (Dexia Crediop, Dexia Sabadell y Dexia Banka Slovensko) pero las actividades bancarias en Turquía, muy prometedoras para Dexia, podían continuar.
- A mediados de 2010 las garantías del estado debían levantarse.
- Dexia debía disminuir su tamaño en un tercio en 2014.

#### 2011
A pesar de que Dexia había superado exitosamente las pruebas de resistencia o test de estrés de la Unión Europea, el banco se vio profundamente afectado por la "crisis de la deuda". El 4 de octubre de 2011, un comunicado de prensa anunció el desmantelamiento del Banco para evitar la quiebra. Debería ser desmantelado entre un "banco malo", diseñado para recoger 80 mil millones de euros en activos "tóxicos" y entidades separadas. Dexia cerró en bolsa con una caída de más del 22%. El jueves, 6 de octubre de 2011 por la tarde, la cotización de Dexia se suspendió a petición del regulador belga, "después de una nueva caída". Vuelve a cotizar el siguiente lunes (10 de octubre de 2011) por la tarde.
El 10 de octubre de 2011 por la mañana, el Estado belga anuncia la finalización de las negociaciones con el ministerio público francés y el acuerdo con Dexia SA para la nacionalización total de Dexia Bank Belgium por un total de 4.000 millones de euros. El Estado belga, además, asumirá el 60,5% de la financiación del "banco malo".
El 20 de octubre se anunció que Dexia Bank Belgium ya no es una filial del grupo Dexia. Dexia Bank Belgium ahora es un banco independiente que ya no cotiza en bolsa y el gobierno federal belga es su único accionista.

## Estructura accionarial
Accionariado de Dexia a 31 de diciembre de 2010:
| Accionistas                            | %    |
| -------------------------------------- | ---- |
| Accionistas privados e institucionales | 28,2 |
| Caisse des dépôts et consignations     | 17,6 |
| Communal Holding                       | 14,1 |
| Grupo ARCO                             | 13,8 |
| Estado francés                         | 5,7  |
| Estado federal belga                   | 5,7  |
| Regiones belgas                        | 5,7  |
| Grupo Ethias                           | 5,0  |
| CNP Assurances                         | 3,0  |
| Empleados de Dexia                     | 1,1  |

## Información financiera[13]
| Año  | Ingresos        | Beneficios        |
| ---- | --------------- | ----------------- |
| 2005 | €5.976 millones | € 2.038 millones  |
| 2006 | €7.012 millones | € 2.750 millones  |
| 2007 | €6.896 millones | € 2.533 millones  |
| 2008 | €3.556 millones | € -3.326 millones |
| 2009 | €6.163 millones | € 1.010 millones  |

## Edificios

### La torre Dexia
La torre Dexia, la nueva sede central de la firma en Bruselas, con sus 137 metros de altura es un icono del distrito financiero de Bruselas-Norte. En diciembre de 2006 la torre fue equipada con iluminación LED. Los colores de la torre pueden ser elegidos por el público en ocasiones especiales mediante una pantalla táctil. El edificio dispone de 126,000 luminarias de tipo LED programables.

### La torre CBX
La torre CBX es la sede del banco en París desde 2007.

## Patrocinio
En Bélgica, Dexia es el patrocinador principal del club de fútbol Club Brugge K.V.